# São José do Bonfim
São José do Bonfim là một đô thị thuộc bang Paraíba, Brasil. Đô thị này có diện tích 152,135 km², dân số năm 2007 là 2793 người, mật độ 18,4 người/km².